# Clark Ádám
Clark Ádám (Adam Clark, Edinburgh, 1811. augusztus 14. – Buda, 1866. június 23.) skót mérnök, a budapesti Széchenyi lánchíd építésének vezetője és a budai Váralagút tervezője. A Magyarországon ugyanebben az időben működő William Tierney Clark angol mérnöknek csak névrokona.

## Élete
Édesapja valószínűleg gyári munkás volt. Tanulmányainak végeztével mint mérnöki segéd működött. Családi viszonyai miatt állását elhagyta és jövőjét megalapítandó Londonba ment, ahol műszaki tanulmányait folytatta és gyakorlati ismereteit több nagyobb gyárban bővítette.
1834-ben Adam Clark a Hunter & English vasöntödéjében, gépgyárában gépépítő mérnökként dolgozott. Itt ismerkedett meg Széchenyi Istvánnal, aki akkor Londonban a Duna szabályozásához szükséges gépeket rendelte meg. Széchenyi az ifjú Clarkra bízta ezeknek a gépeknek a felállítását és a gépmunka vezetését, s azzal a reménnyel is kecsegtette, hogy ez valószínűleg csak kezdete lesz a rá várandó nagyobb hatáskörnek, mert a tervbe vett nagyszabású Duna-szabályozó munkák különféle hidak, kikötők, csatornák és hajóépítő gyárak felállítását vonják maguk után. Azonban Széchenyi nagyszerű terveinek megvalósítására az idő még akkor nem kedvezett, így Clark a „Vidra” nevű kotrógép Magyarországon történt felállítása és üzembehelyezése után, amellyel a Duna medrét nagyobb hajók közlekedésére is alkalmassá tették (ez a művelet körülbelül másfél évig tartott), visszatért Angliába. Clark Széchenyinek azzal a biztatásával távozott, hogy mihelyt Magyarországon a viszonyok megjavulnak, szolgálataira biztosan számít.
Visszatérvén Angliába, Clark leginkább vizépítő munkálatokkal foglalatoskodott s itt olyannyira kitűnt, hogy 1835-ben a budapesti lánchíd építéséhez művezető mérnöknek nevezték ki s egyúttal ő lett a híd tervezésével és a hídépítés fővezetésével megbízott William Tierney Clark hidrotechnikus helyettese.
A szükséges előmunkálatok megkezdése végett az 1839. év végén Clark Pestre jött. Mivel a tervező főmérnököt otthoni munkái nagyon elfoglalták és emiatt évenként csak néhány hetet tölthetett Pesten, Clark Ádámra bízták az építés vezetését is. A híd alapkövét 1842. augusztus 24-én Károly főherceg, Teschen hercege rakta le. (A hidat 1849. november 20-án avatták fel). Clark építésvezetői munkakörében oly sok jelét adta technikai tudásának, hogy Széchenyi István gróf őt 1847-ben az Országos Közlekedési Bizottsághoz műszaki tanácsadónak neveztette ki, és amikor 1848-ban Széchenyi a közmunkák minisztere lett, e minisztérium műszaki tanácsosának hívta meg.
Részt vett az első köztéri szökőkút, az első pesti sétatér építésében, megtervezte az első budai vízvezetéket, amelyet azonban pár év múlva le kellett bontani.
Az 1848–49-es szabadságharc miatt Széchenyi a nyilvános szereplés színteréről visszalépett, mire Clark is leköszönt hivataláról és a magánéletbe vonult vissza, azonban igy is fontos szerep várt reá. Amikor ugyanis Clark meghallotta, hogy a végső szorultságba jutott Heinrich Hentzi osztrák tábornok a Lánchidat fel akarja robbantani, megnyittatta a Lánchíd kamráit és a Dunát összekötő zsilipeket, a szivattyúkat pedig összetörette, hogy a betódult vizet onnan ki ne szivattyúzhassák. Mivel a híd tulajdonképpeni Achilles-sarkaihoz, azaz a híd négy kamrájához nem fértek hozzá, Hentzi május 2-án a puskaporos hordókat magára a hídra rakatta. Azonban a hordók felrobbantása (május 21-én) a hídban kevés kárt tett; a robbanás nem a hidat, hanem a puskapor felrobbantóját, Alnoch Alajos ezredest pusztította el. Amikor 1849 júliusában a magyar hadsereg visszavonult, Dembinski Henrik akarta a lánchidat elpusztítani, azonban Clark ezt a bajt is elhárította.

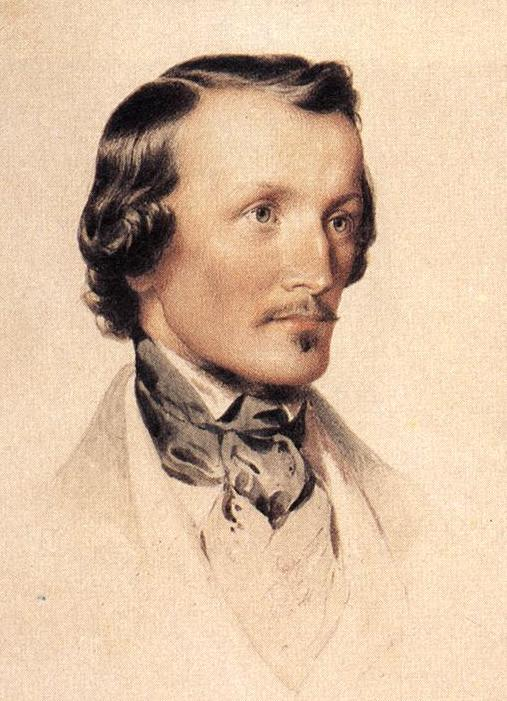
Barabás Miklós akvarellje

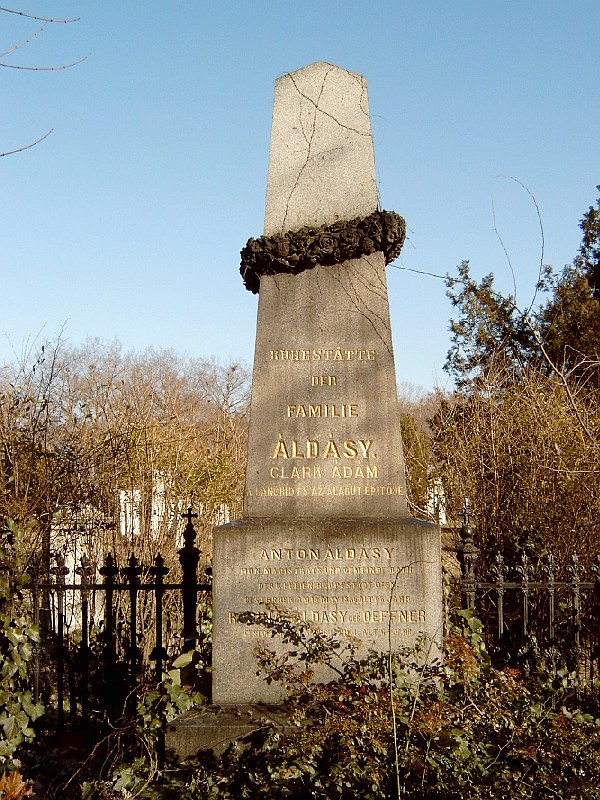
Clark Ádám sírja a Fiumei úti sírkertben: 35-1-80.

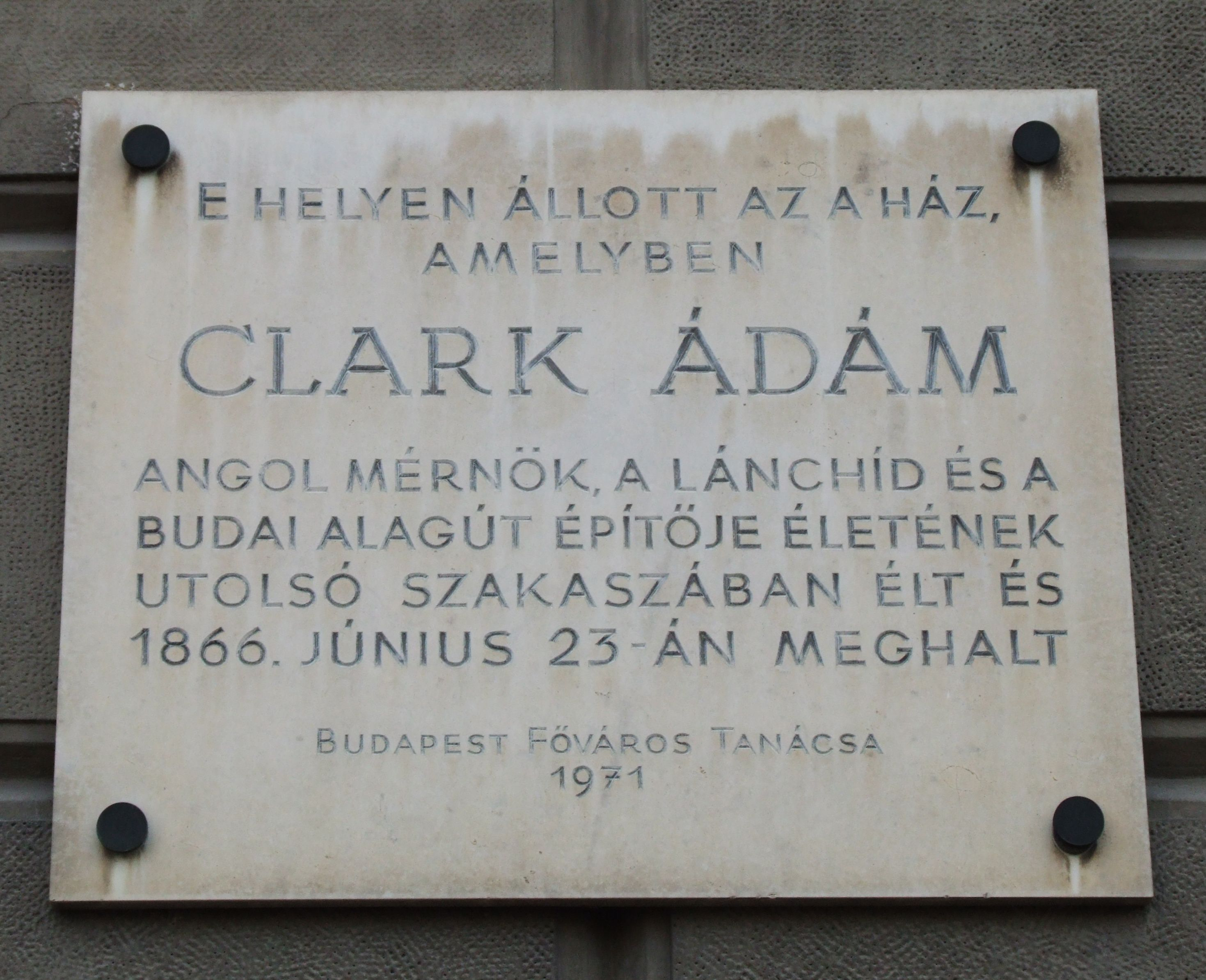
Emléktáblája:
I. kerület Ybl Miklós tér 6.

Clark a Lánchid építésének befejezése után visszament Londonba agg szüleihez, hogy fáradalmait kipihenje, azonban nemsokára elvállalta a Drezda melletti pirnai híd, a leitmeritzi Elba-híd, a bécsi gumpendorfi híd építését. Hamarosan visszatért Magyarországra, és a Dunagőzhajózási Társaság megbízásából gőzhajók szakvéleményezésében is részt vett.
Utolsó nagy műve volt a budai Váralagút, melynek végleges kivitelezési terveit 1851-ben készítette el, William Tierney Clark budapesti irodájának korábbi tervei alapján. Mikor a terveket elfogadták, az alagútépítő társaság bizottsága őt bízta meg a mű építésének vezetésével és kinevezte főmérnöknek. Az Alagutat 1857. április 30-án adták át a kocsiforgalomnak.
Clark az alagút építésének befejezte után már csak kisebb építkezésekkel foglalkozott és egy-két nagyobb építkezésnél a felügyelő tisztet vállalta el. Azontúl csak családjának élt. Magyarországon telepedett le, itt házasodott meg. Feleségét, az akkor 19 éves Áldásy Máriát (Áldásy Antal budai városkapitány lányát) a Várszínház egyik előadásán ismerte meg, és 1855. november 6-án vette nőül. Három gyermekük született: Ilon, Irén és Simon.
Clark Ádám semminemű kitüntetést nem volt hajlandó elfogadni élete során. V. Ferdinánd nemességet akart számára adományozni a Lánchíd építéséért, azonban Clark büszke volt skót nemességére, s így ezt a megtiszteltetést elhárította. A király erre egy nagyobb méretű, színarany, címeres tubákos szelencét ajándékozott neki.
Nekifogott villája felépítésének is, ám a beköltözést már nem érhette meg. Elhunyt 1866. június 23-án reggeli 4 órakor, életének 55., házasságának 11. évében, tüdőbajban. A budai vízivárosi sírkertben, az Áldásy-féle sírboltba helyezték örök nyugalomra 1866. június 25-én, az evangélikus egyház szertartásai szerint; koporsóját a brit lobogóval takarták le. A temető felszámolásával a sírt 1930-ban ugyanabban a formában áthelyezték a Kerepesi temetőbe.
Az egykori Clark-villa helyét emléktábla jelöli az I. ker. Koronaőr (ma Kosciuszkó Tádé) utca 7. sz. alatti épületen.

## Művei
Életében nyomtatásban megjelent munkája: 
- Einige Worte über den Bau der Ofner-Pesther Kettenbrücke. Pest, 1843

## Emlékezete

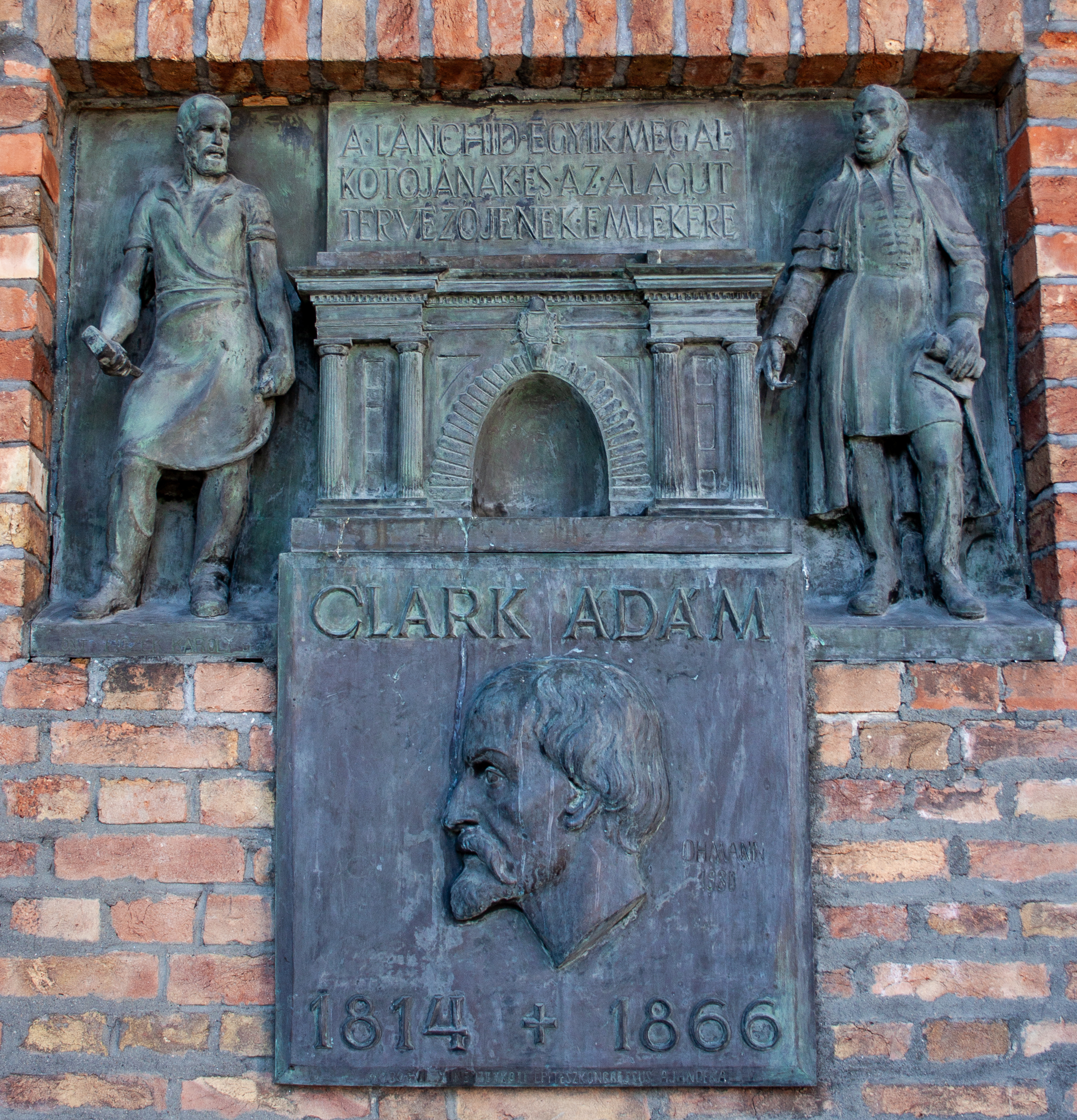
Dombormű Clark Ádámról a szegedi Dóm téren

Magyarországon nagy tiszteletnek örvend. Nevét viseli a Széchenyi lánchíd és a budai Váralagút között elterülő budapesti Clark Ádám tér, ahol a „0” kilométerkő található. A Magyar Nemzeti Bank 2011-ben születésének 200. évfordulójára arany emlékérmét bocsátott ki. Szintén a névadója a 200 tonna teherbírású Clark Ádám úszódarunak.

## Irodalom

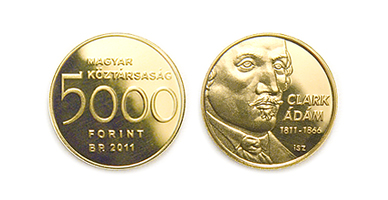
Clark Ádám születésének 200. évfordulójára, arany emlékérme, 2011, kibocsátó Magyar Nemzeti Bank, tervező ifjabb Szlávics László